# هانس هومبرگر
هانس هومبرگر (انگلیسی: Hans Homberger؛ ۳۱ اکتبر ۱۹۰۸ – ۲۶ ژانویه ۱۹۸۶) قایقران روئینگ، و ساعت‌ساز اهل سوئیس بود.
وی در مسابقات کشوری و بین‌المللی در مجموع برندهٔ ۱ مدال طلا، ۲ مدال نقره، ۱ مدال برنز شده‌است.